# بریگ مرکوری
بریگ مرکوری (به انگلیسی: Russian brig Mercury) یک کشتی بود که طول آن ۲۹٫۴۶ متر (۹۶٫۷ فوت) بود. این کشتی در سال ۱۸۲۰ ساخته شد.